# Přebuzská hornatina
Přebuzská hornatina je geomorfologický okrsek v západní části Krušných hor. Je součástí geomorfologického podcelku Klínovecká hornatina a zasahuje do okresů Sokolov a Karlovy Vary. Rozloha okrsku je 202,75 km².

## Poloha a sídla
Na severu je hranice uměle vymezena státní hranicí s Německem. Východní hranici tvoří údolí Blatenského potoka a Bystřice. Jižní hranice vede mezi Hroznětínem a Děpoltovicemi, za kterými se stáčí k severozápadu. Zde hranici přibližně vymezují sídla Nový Fojtov, Nejdek, Šindelová, Rotava a Kraslice. Od Kraslic hranice vede nejprve údolím Svatavy a poté údolím Stříbrného potoka k vrchu Kamenáč a ke státní hranici.

## Geologie
Z hornin v Přebuzské hornatině převládají granit až granodiorit ze svrchních prvohor. Méně často se vyskytuje kambrický fylit.

## Geomorfologie

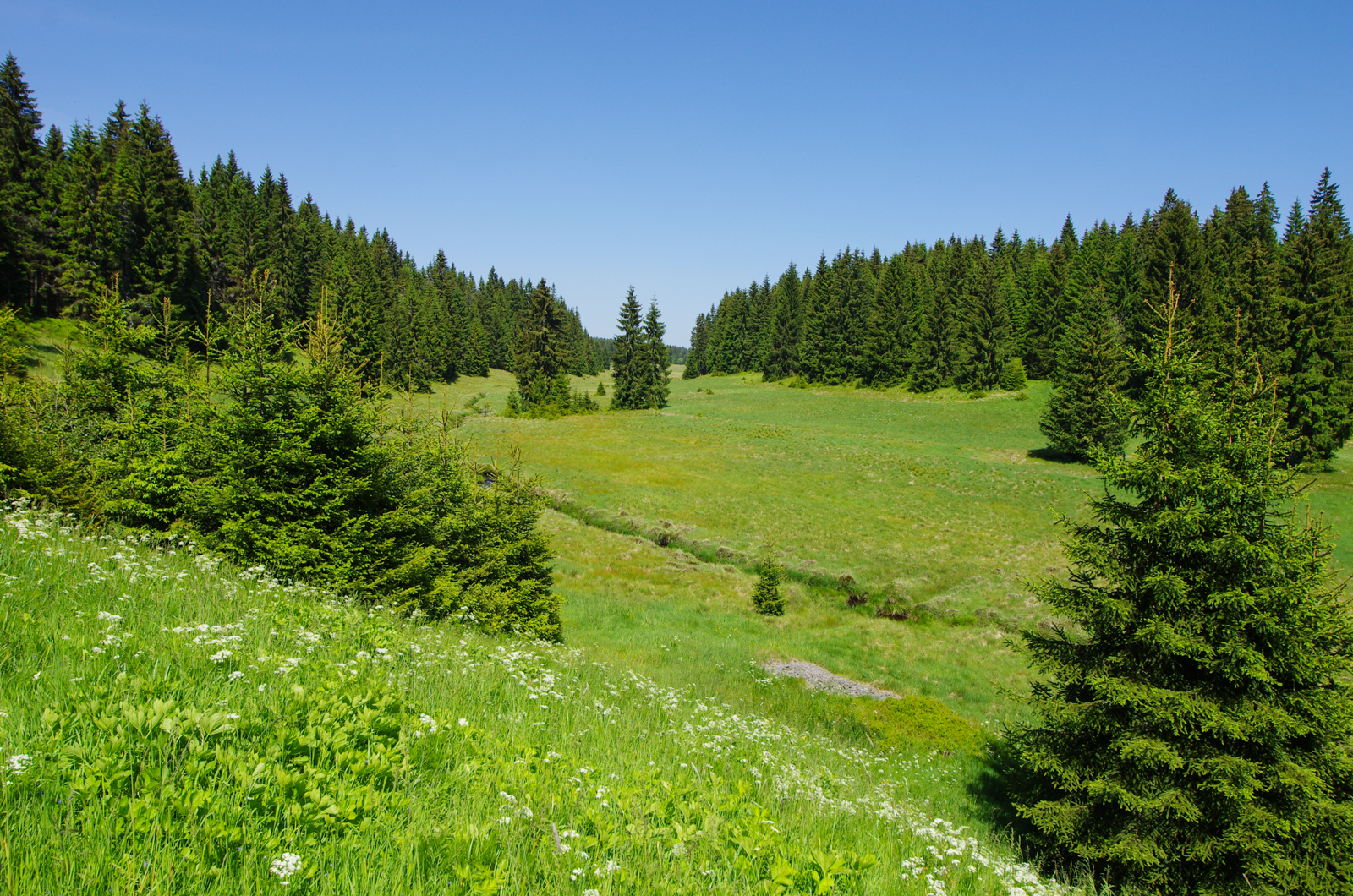
Rolavská vrchoviště

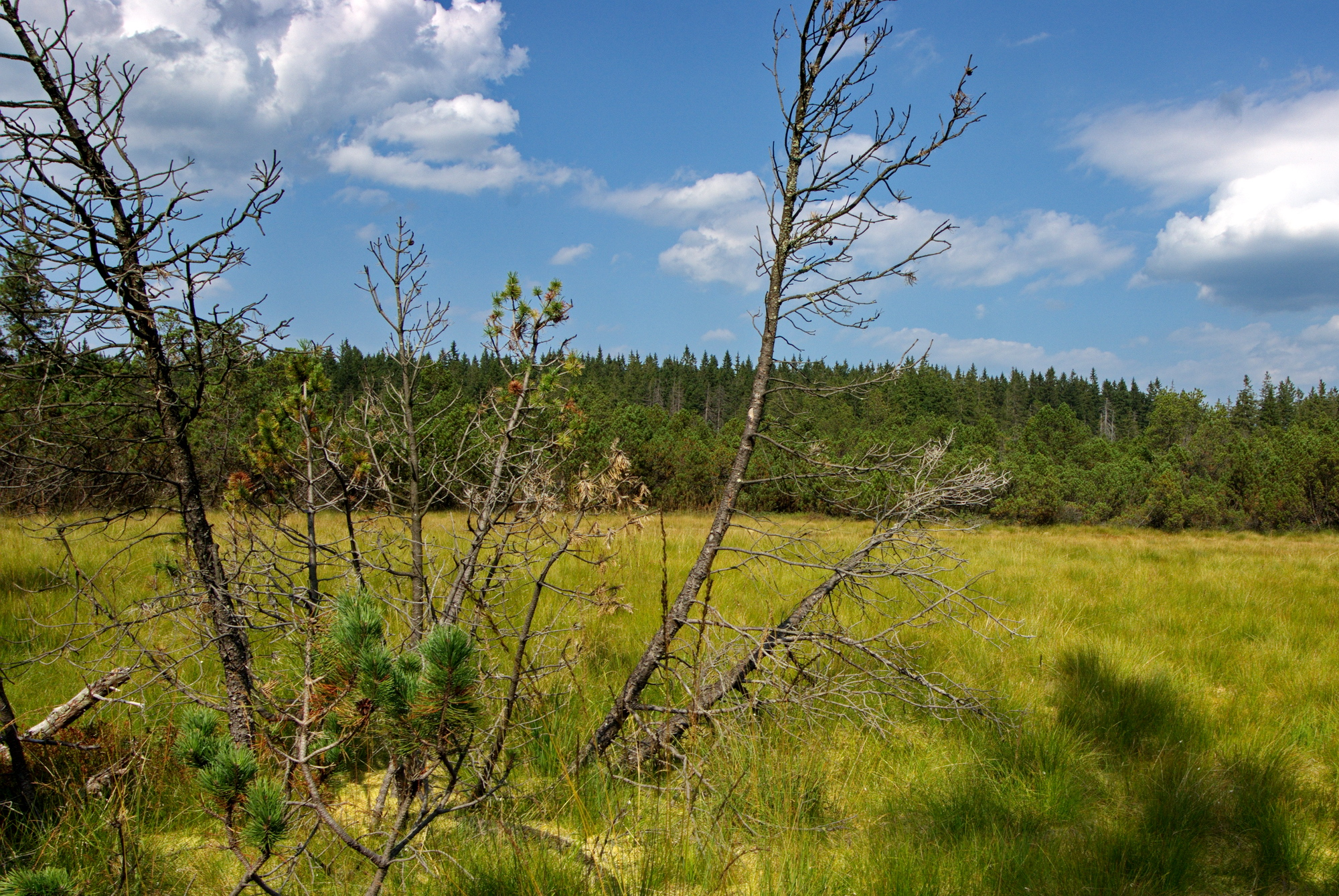
Malé jeřábí jezero

Charakteristickým znakem krajiny jsou rozsáhlé plošiny s četnými rašeliništi a skalními útvary mrazového i tropického zvětrávání a odnosu žul. Mezi Nejdkem a Hroznětínem okrsek vybíhá širokým hřbetem k východu.
V geomorfologickém členění Česka má okrsek označení IIIA-2A-1. V rámci Krušných hor sousedí na jihu a na západě s okrskem Jindřichovická vrchovina a na východě s okrskem Jáchymovská hornatina. Krátký úsek hranice mezi Hroznětínem a Děpoltovicemi odděluje Přebuzskou hornatinu od Sokolovské pánve (okrsek Ostrovská pánev).

### Významné vrcholy
Nejvyšším vrcholem Přebuzské hornatiny je Zaječí vrch (1009 m n. m.) severně od Nových Hamrů. Další významné vrcholy jsou Jeřábí vrch (965 m n. m.), Čertova hora (987 m n. m.), Dračí skála (953 m n. m.), Tisovský vrch (977 m n. m.) nebo Špičák (995 m n. m.).

## Ochrana přírody
Velkou část především západní a střední části okrsku zaujímají přírodní parky Přebuz a Jelení vrch. Kromě nich se zde nachází několik maloplošných zvláště chráněných území:
- národní přírodní rezervace Rolavská vrchoviště (nahradila dvojici starších národních přírodních rezervací Velké jeřábí jezero a Velký močál),
- přírodní památka Přebuzské vřesoviště,
- přírodní památka Rašeliniště Haar,
- přírodní rezervace Malé jeřábí jezero,
- přírodní rezervace Oceán.